# Brietzig
Brietzig település Németországban, Mecklenburg-Elő-Pomeránia tartományban. Lakosainak száma 180 fő (2023. december 31.).

## Népesség
A település népességének változása:
| Lakosok száma | 197  | 190  | 184  | 192  | 185  | 180  |
|               | 2014 | 2017 | 2019 | 2021 | 2022 | 2023 |